# I Am... Sasha Fierce
I Am... Sasha Fierce је трећи студијски албум поп певачице Бијонсе Ноулс, који је изашао 12. новембара 2008. у издању Колумбија рекордса.

## Списак песама
I Am... Sasha Fierce
| (I Am...) 1. „If I Were a Boy” (BC Jean, Toby Gad) - 4:11 2. „Halo” (Beyoncé, Ryan Tedder) - 4:22 3. „Disappear” (Beyoncé, Amanda Ghost, Dave McCracken, Ian Dench) - 4:29 4. „Broken Hearted Girl” (Beyoncé, Eriksen, Hermansen) - 4:40 5. „Ave Maria” (Beyoncé, Eriksen, Hermansen) - 3:42 6. „Smash Into You” (Beyoncé, Christopher Stewart, The-Dream) - 4:32 | (Sasha Fierce) 1. „Single Ladies (Put a Ring on It)” (Knowles, Stewart, Nash) - 3:15 2. „Radio” (Beyoncé, Jim Jonsin, Rico Love, D-Town) - 3:39 3. „Diva” (Beyoncé, Bangladesh, Sean Garrett) - 3:21 4. „Sweet Dreams” (Beyoncé, Jonsin, Love, Wayne Wilkins) - 3:29 5. „Video Phone” (Beyoncé, Crawford, Garrett) - 3:36 |

I Am... Sasha Fierce Deluxe Edition
| (I Am...) 1. „If I Were a Boy” (BC Jean, Toby Gad) - 4:11 2. „Halo” (Beyoncé, Ryan Tedder) - 4:22 3. „Disappear” (Knowles, Amanda Ghost, Dave McCracken, Ian Dench) - 4:29 4. „Broken-Hearted Girl” (Beyoncé, Eriksen, Hermansen) - 4:40 5. „Ave Maria” (Beyoncé, Eriksen, Hermansen) - 3:42 6. „Smash Into You” (McLaughlin, Christopher Stewart, The-Dream) - 4:32 7. „Satellites” (Beyoncé, Ghost, McCracken, Dench) - 3:09 8. „That's Why You're Beautiful” (Beyoncé, Andrew Hey) - 3:42 | (Sasha Fierce) 1. „Single Ladies (Put a Ring on It)” (Knowles, Stewart, Nash) - 3:15 2. „Radio” (Beyoncé, Jim Jonsin,[Rico Love, D-Town) - 3:39 3. „Diva” (Beyoncé, Crawford, Sean Garrett) - 3:21 4. „Sweet Dreams” (Beyoncé, Jonsin, Love, Wayne Wilkins) - 3:29 5. „Video Phone” (Beyoncé, Crawford, Garrett) - 3:36 6. „Hello” (Beyoncé, REO) - 4:17 7. „Ego” (Beyoncé, Elvis Williams, Harold Lilly) - 3:57 8. „Scared of Lonely” (Cristyle Johnson, Rodney Jerkins) - 3:44 |

I Am... Sasha Fierce Platinum Edition
| (CD) 1. „Single Ladies (Put a Ring on It)” 2. „Diva” 3. „Ego” 4. „Halo” 5. „If I Were a Boy” 6. „Smash Into You” 7. „Sweet Dreams” 8. „Broken-Hearted Girl” 9. „Scared Of Lonely” 10. „That's Why You're Beautiful” 11. „Hello” 12. „Radio” 13. „Video Phone” 14. „Ego” (Remix featuring Kanye West) 15. „Why Don't You Love Me” 16. „Honesty” 17. „Save The Hero” 18. „Satellites” 19. „Disappear” 20. „Ave Maria” | (DVD) 1. „If I Were a Boy” (teledysk) 2. „Single Ladies (Put a Ring on It)” (teledysk) 3. „Diva” (teledysk) 4. „Halo” 5. „Broken-Hearted Girl” 6. „Ego” (Remix featuring Kanye West) (teledysk) 7. „Ego” (Fan Exclusive) (teledysk) 8. „Sweet Dreams” (teledysk) 9. Behind The Scenes: The Videos 20mins |

## Синглови
| #  |  |                                    | |  |  |  |
| -- |  | ---------------------------------- | --- |  |  |  |
| 1. |  | „If I Were a Boy”                  | 8. октобар 2008. (Радио) 14. октобар 2008. 21. октобар 2008. (digital single) 10. новембар 2008. 10. новембар 2008 (CD сингл) |  |  |  |
| 2. |  | „Single Ladies (Put a Ring on It)” | 8. октобар 2008. (Радио) 14. октобар 2008. 9. фебруар 2009.                                                                   |  |  |  |
| 3. |  | „Halo”                             | 22. децембар 2008. (Music video) 20. јануар 2009. 11. фебруар 2009. 21. фебруар 2009. 9. март 2009. (CD/digital)              |  |  |  |
| 4. |  | „Diva”                             | 22. децембар 2008. (Music video)                                                                                              |  |  |  |
| 5. |  | „Ego”                              | 19. мај 2009. (Urban Radio) 21. мај 2009. (Music video) 2. јун 2009. (Rhythmic Radio)                                         |  |  |  |
| 6. |  | „Sweet Dreams”                     | 2. јун 2009. |  |  |  |
| 7. |  | „Broken-Hearted Girl”              | 28. август 2009 (CD сингл) |  |  |  |
| 8. |  | „Video Phone”                      | 22. септембар 2009 (CD сингл)                                                                                                 |  |  |  |